# Масличные белки
Масличные белки (Protoxerus) — это род белок, обитающих в Африканских тропических лесах. Они живут там в основном в верхнем ярусе, у вершин деревьев, поэтому их весьма трудно наблюдать.

## Особенности
Обыкновенная масличная белка распространена во всех тропических лесах Африки. У неё длина тела 30 см, хвост примерно такой же длины. Она очень разнообразна по окраске: спина окрашена от оливково-коричневого до черного цвета; щеки и бока белые; нижняя сторона от белого до светло-коричневого цвета. Хвост может быть черно-белым, черно-коричневым или сплошным. Что поразительно в этой белке, так это то, что брюшная сторона столь редко покрыта шерстью, что кажется почти голой.
Напротив, тонкохвостая белка имеет нормальную шерсть на нижней стороне тела. Она однотонного серо-коричневого цвета. Иногда, но не всегда, по спине проходит чёрная полоса.

## Образ жизни
Оба вида быстро перемещаются по верхушкам деревьев в поисках орехов и фруктов. Предпочтение масличной пальме, давшее им название, справедливо только для регионов, где эти растения тшироко распространены. Там часто встречаются белки с оранжевыми пятнами на меху, вызванными соком плодов масличной пальмы.
Хотя обыкновенная масличная белка является одним из наиболее распространенных млекопитающих в африканских тропических лесах, численность популяции другого вида, тонкохвостой белки, неизвестна.

## Систематика
Иногда тонкохвостую белку относили к собственному роду Allosciurus. Форсайт Мейджор считал два вида масличных пальмовых белок примитивными представителями земляных белок, отсюда и родовое название Protoxerus (Xerus и Euxerus — это два рода африканских земляных белок).
Различают два вида:
- Тонкохвостая белка (Protoxerus aubinnii)[1] (Gray 1873), Западная Африка
- Масличная белка (Protoxerus stangeri)[1] (Waterhouse 1842), тропические леса Западной и Центральной Африки